# Ỿ
Ỿ, ỿ (Y с петлёй) — буква расширенной латиницы. Использовалась в грамматике валлийского языка Джона Морриса-Джонса 1913 года A Welsh Grammar и Historical and Comparative, где обозначала гласный среднего ряда среднего подъёма.
Оба регистра расположены в блоке Юникода «Дополнение к расширенной латинице».

## Использование
В своей валлийской грамматике Джон Моррис-Джонс использует ỿ для обозначения звука [ə] для чёткого различия с буквой ɥ, которая также использовалась в его грамматике (обозначала [ɨ]).